# Motor de agua

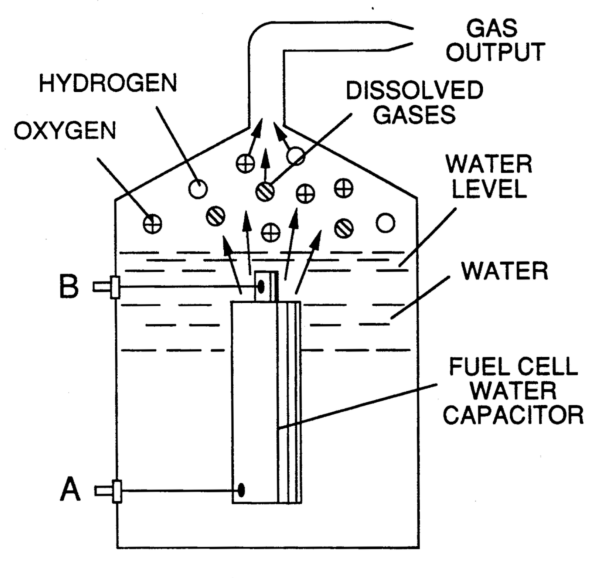
Planos básicos de un motor de agua

Un motor de agua es un motor que obtiene su energía indirectamente del agua mediante un proceso de electrólisis. Por otro lado, en los medios de comunicación, el término motor de agua también se ha utilizado para designar motores que presuntamente extraen su energía consumiendo exclusivamente agua.

## Consideraciones energéticas básicas
El proceso electrolítico permite dividir el agua en hidrógeno y oxígeno, pero se necesita más energía para descomponer una molécula de agua que la energía que se libera cuando el hidrógeno se oxida al formar agua. De hecho, al convertir agua en hidrógeno (para luego quemarlo) se perdería gran parte de la energía, porque en las conversiones siempre se produce calor. La liberación de la energía química del agua, por lo tanto, viola la primera o la segunda ley de la termodinámica.
Los automóviles alimentados con agua han sido objeto de numerosas patentes internacionales, artículos de prensa de revistas populares de ciencia, cobertura de noticias locales de televisión y leyendas urbanas en Internet, hasta el punto de que algún dramaturgo célebre, como David Mamet, se ha inspirado en ellas para elaborar una pieza teatral, The water engine (1977).
Se ha demostrado que las pretensiones de creación de un motor alimentado con agua son incorrectas y algunas se vincularon con estafas a inversionistas.
Generalmente se declara que estos motores producirían combustible internamente a partir del agua sin otra entrada de energía, o que son híbridos que obtendrían la energía a partir del agua y de otra fuente convencional (como la gasolina). El agua es hidrógeno totalmente oxidado y el hidrógeno es en sí una sustancia inflamable de gran energía; su energía útil se libera cuando se produce la chispa.

## Lo que los «automóviles de agua» no son
Un «automóvil de agua» no es ninguno de los siguientes dispositivos:
- Automóvil de gasolina con inyección de agua, que es un método para enfriar las cámaras de combustión del motor agregándole agua a la mezcla entrante de aire y combustible, lo que reduce la detonación de la gasolina y permite una mayor relación de compresión del motor.
- Automóvil de hidrógeno, aunque a menudo este incorpora algunos de los mismos elementos. Para mover un automóvil con hidrógeno proveniente del agua se utiliza electricidad para generar hidrógeno mediante electrólisis. El hidrógeno resultante se quema entonces en el motor del automóvil o bien se mezcla con el oxígeno para producir agua mediante una pila de combustible. El automóvil en última instancia recibe su energía de la electricidad, que puede venir de la red eléctrica o de una fuente de energía alternativa como la energía solar fotovoltaica; el hidrógeno actúa simplemente como un portador de energía.

## Contenido químico del agua
Los defensores de los automóviles alimentados con agua señalan la abundancia y bajo costo del agua; sin embargo, el agua es un compuesto químico abundante debido justamente a que tiene vínculos muy estables que resisten a la mayoría de las reacciones.
El agua ni siquiera se quema en oxígeno, aunque sí puede quemarse usando flúor como aceptador de electrones. Sin embargo, como el flúor es tan reactivo, la mayor parte se ha convertido en fluoruro; convertirlo nuevamente en flúor también requeriría aportar energía. Para que el agua participara en una reacción que liberara energía, se deberían añadir compuestos de alta energía. Por ejemplo, es posible generar acetileno combustible si al agua se le agrega carburo de calcio. Sin embargo, en ese caso el combustible no sería el agua, sino el carburo de calcio, un material de alta energía.
En las condiciones ordinarias en la Tierra no se puede extraer energía química del agua por sí sola. En teoría, es posible extraer energía nuclear por fusión del agua, pero las plantas de fusión nuclear en cualquier escala siguen siendo teóricas y hasta ahora nadie ha dicho que su «motor [presuntamente] de agua» se alimente por fusión nuclear.

## Electrólisis
Muchos automóviles alimentados con agua obtienen hidrógeno o una mezcla de hidrógeno y oxígeno (a veces llamados oxihidrógeno, HHO o gas de Brown) mediante la electrólisis del agua, un proceso que debe alimentarse con electricidad. A continuación, el hidrógeno o el oxihidrógeno se queman, suministrando energía al automóvil y también proporcionándole supuestamente la energía suficiente para electrolizar más agua.
El proceso global se puede representar mediante las siguientes ecuaciones químicas:
2H2O → 2H2 + O2 (paso de electrólisis)
2H2 + O2 → 2H2O (paso de combustión)
Como la etapa de combustión es el reverso exacto de la etapa de electrólisis, la energía liberada en la combustión es exactamente igual a la energía consumida en la etapa de electrólisis. En otras palabras, estos sistemas empiezan y terminan en el mismo estado termodinámico y, por lo tanto, serían máquinas de movimiento perpetuo que violarían la primera ley de la termodinámica.
Por otra parte, si el hidrógeno se quema en condiciones reales, la eficacia queda limitada por la segunda ley de la termodinámica y es probable que sea de un 20 % aproximadamente. Por lo tanto, se requiere más energía para hacer funcionar las células de electrólisis que la que se puede extraer de la combustión de la mezcla resultante de hidrógeno y oxígeno.

## Automóviles alimentados con agua

### España
En España, en 1971, el ingeniero español Arturo Estévez Varela  presentó un motor que, supuestamente, funcionaba únicamente con agua y generó muchas expectativas en plena crisis del petróleo. Al final demostró ser un fraude puesto que al agua le añadía sosa caústica y silicio o ferrosilicio como fuente de hidrógeno para obtener energía. El inventor acabó acusado y juzgado por estafa, aunque finalmente fue absuelto porque se demostró que no actuó con mala intención. No obstante, surgió una teoría conspirativa que afirmaba que el dictador Francisco Franco vetó el invento encargando un informe desfavorable a los ingenieros.

## Genepax
En junio de 2008, la compañía japonesa Genepax presentó un automóvil que, según afirmaba, funciona solo con agua y aire. Muchos medios lo han apodado «el automóvil de agua». La empresa dice: «no puede revelar la parte central de esta invención»; sin embargo, ha revelado que el sistema utiliza un generador interno de energía (un «conjunto de electrodos de membrana») para extraer el hidrógeno mediante un mecanismo «similar al método para producir hidrógeno a partir de una reacción de agua e hidruro de metal». El hidrógeno se mezclaría entonces con oxígeno del aire y genera oxihidrógeno (HHO), que se utiliza entonces para generar energía para mover el automóvil. Esto ha llevado a especular que en el proceso se consume el hidruro de metal y que finalmente este sería la fuente de energía del automóvil, haciendo que el automóvil sea un «vehículo a hidruro» en lugar de un «vehículo de agua» como afirmaba. En el sitio web de la empresa explican la fuente de energía solo con las palabras «reacción química». La revista de ciencia y tecnología Mecánica Popular ha descrito las afirmaciones de Genepax como «basura».